# Квинт Воконий Сакса (трибун)
Квинт Воконий Сакса (Quintus Voconius Saxa) е политик на Римската република през 2 век пр.н.е. Произлиза от плебейската фамилия Воконии, клон Сакса.
През 169 пр.н.е. той е народен трибун заедно с Публий Рутилий. Тази година консули са Квинт Марций Филип и Гней Сервилий Цепион.
Той e автор на закона lex Voconia, който забранява на богатите римляни от най-висшата, т.нар. класа на цензорите, да поставят жени за наследници, с изключениe, ако тя е единствена дъщеря (unica filia). Катон Стари е привърженик на този закон.